# Biologický cíl
Biologický cíl je pojem z farmakochemie. Jedná se o cíl v žijícím organismu, do kterého je směřován, případně navázán, xenobiotikum či lék. Tato interakce způsobuje změnu povahy či funkce tohoto cíle. Běžnými zástupci jsou proteiny (enzymy, iontové kanály a receptory) či nukleové kyseliny. Je potřeba zmínit, že biologický cíl se zasahuje aktivní substancí, hormony či vnějším podmětem.

## Mechanismus
Léčivo nebo xenobiotikum se fyzikálně váže na cíl. Interakce mezi substancí a cílem mohou být 
- nekovalentní – mezi molekulou a cílem se netvoří žádná chemická vazba, ale pomocí nevazebných interakcí se molekula spájí s cílem. Tento druh interakce může být reverzibilně přerušen.
- kovalentní reverzibilní – reakcí cíle s molekulou tvoří kovalentní vazbu/y, ale jejich afinita není tak velká, aby se jiným činidlem tato vazba nedala rozrušit.
- kovalentní ireverzibilní – tento druh vazby je tak silný, že jej ani nadbytek jiného činidla nerozštěpí.

Po navázání substrátu do cílového místa mohou nastat tyto situace:
- Nedochází k přímé změně biologického cíle, ale substrát navázaný na aktivní místo biologického cíle znemožní navázání jiných, převážně endogenních, substrátů (hormony, receptorové proteiny) do aktivního místa. Hovoříme tedy o antagonistech receptorů, inhibitorech enzymů či blokádě iontových kanálů.
- Dojde ke konformační změně cíle, přičemž může dojít k receptorovému agonismu (aktivaci enzymu) nebo může dojít ke změnám, jenž naruší celkovou funkci cíle (inhibice enzymu)

## Cíle léčiv
Pojem biologický cíl se často užívá ve farmaceutickém výzkumu k popsání nativního proteinu v organismu, jehož aktivita je modifikována léčivem za dosažením terapeutického účinku nebo nežádoucích účinků. Nejznámějšími cíli léčiv zahrnují 
- proteiny
  - spřažené G protein receptory
  - enzymy (proteinkinasy, proteasy, esterasy a fosfatasy)
  - iontové kanály
  - strukturální proteiny
  - transportní membránové proteiny
- nukleové kyseliny

## Identifikace cíle léčiv
Hledání původce nemoci a potenciálního cíle na návrh příslušného léčiva je první krok v reverzní farmakologii (známe cíl a hledáme správný 'hit' proti němu). Tyto cíle nemusí nutně být původcem nemoci, ale musí býti patogenem užívány, aby mohl být významný terapeutický účinek. Opačným postupem je zkoumání cíle již známého léku (většinou látky přírodního původu se známým efektem, ale neznámým cílem) tzv. přímou farmakologií.

## Databáze
- Protein Data Bank
- DrugBank
- BindingDB
- Therapeutic Targets Database